# Santa Rita do Sapucaí
Santa Rita do Sapucaí este un oraș din statul Minas Gerais (MG), Brazilia.

## Personalități născute aici
- Pedro Rodrigues Filho (1954 - 2023), criminal în serie.